# Dương Quang, Mỹ Hào
Dương Quang là một xã thuộc thị xã Mỹ Hào, tỉnh Hưng Yên, Việt Nam.

## Địa lý
Xã Dương Quang có vị trí địa lý:
- Phía đông giáp xã Hòa Phong
- Phía tây giáp xã Cẩm Xá
- Phía nam giáp các phường Minh Đức và Bạch Sam
- Phía bắc giáp huyện Văn Lâm.

Xã Dương Quang có diện tích 7,72 km², dân số năm 2019 là 8.503 người, mật độ dân số đạt 1.102 người/km².

## Lịch sử
Ngày 13 tháng 3 năm 2019, Ủy ban Thường vụ Quốc hội ban hành Nghị quyết số 656/NQ-UBTVQH14 về việc thành thị xã Mỹ Hào và xã Dương Quang trực thuộc thị xã Mỹ Hào.
Tháng 7 năm 2019, Hội đồng Nhân dân tỉnh Hưng Yên ban hành Nghị quyết về việc sáp nhập thôn Vinh Xá vào thôn Lê Xá.